# Совет Запада
Совет Запада (англ. Council of the West) был недолговечным административным органом, созданным королём Англии Генрихом VIII для управления западными графствами Англии (Корнуолл, Девоншир, Дорсет и Сомерсет). По форме он был аналогичен Совету Севера; а также сопоставим с Советом Уэльса и Марки.
Совет был создан в марте 1539 года, и его лордом-президентом стал лорд Рассел. Среди участников были Томас Дерби, сэр Пирс Эджкамб, сэр Ричард Поллард и Джон Роу. Однако падение Томаса Кромвеля, главного политического сторонника правления советами, и спокойствие в западных графствах сделали его в значительной степени излишним. В последний раз он заседал летом 1540 года, хотя формально так и не был отменён. Однако роль Рассела в регионе оставалась влиятельной, и он сыграл важную роль в подавлении восстания Книги Молитв в 1549 году. Историк Джойс Юингс утверждал, что, если бы Кромвель не пал, Совет стал бы частью сети таких органов, и что его падение спасло регион и Англию от его «страсти к наёмной бюрократии».